# Ross Cuthbert
Cuthbert Ross Cuthbert (6. únor 1892, Calgary, Alberta – 1970) byl britský reprezentační hokejový útočník.
S reprezentací Velké Británie získal jednu bronzovou olympijskou medaili (1924).

## Úspěchy
- Bronz na Letních olympijských hrách – 1924